# Артур Тенслі
Сер А́ртур Те́нслі (англ. Sir Arthur George Tansley) (15 серпня 1871 — 25 листопада 1955) — британський ботанік, один з перших у світі екологів.

## Біографія
Народився в сім'ї лондонського підприємця Джорджа Тенслі, який рано відійшов від справ. Він був захоплений ідеєю поширення наукових знань; залишок життя він викладав різні науки на громадських засадах. Біографи вважають, що саме батько передав великому екологу такі риси як гуманізм, відданість справі освіти і дослідження навколишнього середовища.
Закінчивши навчання в Кембриджі, він провів 1901–1902 рр. у тропіках: Цейлона і Малайського архіпелагу. У 1907 він став лектором з ботаніки в рідному університеті. Він заснував і десятиліттями видавав три великих ботанічних журнали. Член Лондонського королівського товариства. У середині 1920-х років він несподівано залишив ботаніку і кілька років навчався психоаналізу Зигмунда Фрейда. У 1927 році повернувся в науку вже в ролі викладача Оксфордського університету.
1935 року в одній з публікацій він зробив важливий крок, що увічнив його ім'я в науці. У праці «Правильне і неправильне використання ботанічних термінів», Тенслі ввів термін «екосистема». Так він позначив, що сукупність організмів, що мешкають в даному біотопі, є саме системою, з її складовими елементами, з єдиною історією і зі здатністю до узгодженого розвитку.
1937 року Тенслі пішов на пенсію. 1950 року отримав лицарське звання.
Артур Тенслі помер у своєму маєтку в Грантчестері, Кембриджшір, 25 листопада 1955 року.